# Carolus Convent
Carolus (of Charles) Jozef Maria Convent (Wilrijk, 20 juli 1908 - 7 november 1995) was een Belgisch politicus voor Rex.

## Levensloop
Beroepshalve advocaat, stond Convent bij de wetgevende verkiezingen in 1936 als opvolger op de lijst van Rex voor het arrondissement Antwerpen. Toen Luc Hertoghe ontslag nam in 1937, volgde hij hem op als volksvertegenwoordiger. Hij vervulde het mandaat tot in 1939.
In de Kamer steunde Convent de benoeming van Adriaan Martens tot lid van de Koninklijke Academie voor Geneeskunde van België. Deze benoeming was controversieel gezien het collaboratieverleden van Martens in de Eerste Wereldoorlog en omdat de benoeming niet vooraf voorgelegd aan de koning. Bij een vertrouwensstemming over de kwestie werd de regering gered door de ja-stemmen van het Vlaamsch Nationaal Verbond en Convent. Met deze stem ging Convent in tegen de consignes van Léon Degrelle. Nadat Convent op 13 februari 1939 in Le Pays Réel door Degrelle openlijk geblameerd werd, stelde Convent samen met Rex-senator Paul de Mont en de Rex-leiders van de Vlaamse provincies een communiqué op waarin ze afstand namen van de houding van Degrelle. In het communiqué maakten de Mont en Convent hun ontslag uit Rex bekend. Als reactie op het communiqué werden ook de vijf overige ondertekenaars door Degrelle uit Rex gezet. Hierdoor werd de Vlaamse afdeling van Rex quasi onthoofd.
In 1971 was hij de oprichter voor Vlaanderen van Pro Vita, een katholiek geïnspireerde vzw die opkomt voor het recht op leven van iedere persoon van de conceptie tot de natuurlijke dood. Ook was hij kerkmeester van de Sint-Amanduskerk in Heffen.
In 1973 richtte hij het tijdschrift Ecclesia credens op (later omgedoopt tot De katholieke Contrareformatie in de twintigste eeuw), dat in het Nederlands het gedachtegoed verspreidt van abbé Georges de Nantes en andere conservatieve schrijvers.